# Max Pfliegl
Max Pfliegl, auch Maximilian Pfliegl (* 5. August 1839 in Mauerkirchen, Bezirk Braunau; † 4. Mai 1916 in Obernberg am Inn, Bezirk Ried) war Gutsbesitzer, Kaufmann und Abgeordneter zum Österreichischen Abgeordnetenhaus.

## Leben
Max Pfliegl war Sohn des Seilers Maximilian Pfliegl († 1873). Er begann im Jahr 1853 eine Handelslehre in Obernberg am Inn und wurde dann Handlungsgehilfe in Schärding. 1861 wurde er Kaufmann in Wels und ab 1862 in Obernberg am Inn. 1866 kaufte er einer Farbmühle in Nonsbach in der Gemeinde St. Georgen bei Obernberg am Inn, die er danach zu einer Ölfarbenfabrik ausbaute. Zwischen 1885 und 1895 war er auch Besitzer von Gut und Brauerei Katzenberg in der Gemeinde Kirchdorf am Inn. 1872 wurde er Mitgründer und Mitglied der Direktion der Sparkasse Obernberg.
Max Pfliegl war 1864 Mitglied des Gemeindeausschusses und in den Jahren 1873 bis 1876, 1879 bis 1888, 1894 bis 1897 und 1900 bis 1903 Bürgermeister von Obernberg. Er war auch Ehrenbürger von Obernberg.
Er starb am 4. Mai 1916 im Alter von 76 Jahren laut Sterbeurkunde an einem Lungenemphysem, welches zu Paralysis cordis führte.
Er war römisch-katholisch und ab 1862 verheiratet mit Johanna Woerndle, mit der er drei Töchter und drei Söhne hatte, wobei eine Tochter jung verstorben ist.

## Politische Funktionen
Max Pfliegl war vom 27. März 1897 bis zum 7. September 1900 Abgeordneter des Abgeordnetenhauses im Reichsrat (IX. Legislaturperiode) und war dort für die Kurie Oberösterreich, Städte 5 (Ried, Haag, Obernberg, Braunau, Altheim, Mauerkirchen, Mattighofen, Schärding, Raab, Riedau, Peuerbach, Engelhartszell) zuständig.

## Klubmitgliedschaften
Max Pfliegl war Mitglied in der Freien deutschen Vereinigung.